# Технічний аналіз
Технічний аналіз (англ. technical analysis) — в економіці — прогнозування зміни ціни в майбутньому на основі аналізу зміни ціни у минулому. У його основу покладено аналіз часових рядів ціни — «чартів» (від англ. chart). Окрім цінових рядів, в технічному аналізі використовується інформація про об'єми торгів та інші статистичні дані. Найчастіше методи технічного аналізу використовуються для аналізу цін, що змінюються вільно, наприклад, на біржах.
У технічному аналізі розроблено безліч різноманітних інструментів та методів, але всі вони засновані на одному загальному припущенні — шляхом аналізу часових рядів за допомогою виділення трендів (на основі паттернів і технічних індикаторів) можливо спрогнозувати поведінку ціни в майбутньому.
Технічний аналіз і його традиційний опонент фундаментальний аналіз — основні школи аналізу цінних паперів.
Існують відмінності в методах технічного аналізу на Forex та на біржовому фондовому ринку. Наприклад, на валютному ринку операції укладаються між банками і об'єми операцій не публікуються, кожен банк може публікувати лише свої котирування, операції відбуваються цілодобово, включаючи вихідні дні. На біржах ціни і об'єми операцій публікують спеціальні комісії, торгівля ведеться в рамках часу торговельних сесій. Проте, загальні принципи технічного аналізу на всіх ринках однакові.

## Основні постулати технічного аналізу
Технічний аналіз базується на наступних основних постулатах, що слідують з теорії Доу, розробленої Чарльзом Доу у 1900 році:

### Ринок враховує все
Інакше кажучи, ціна є наслідком та вичерпним відображенням всіх рушійних сил ринку. Будь-який чинник, що впливає на неї (економічний, політичний або психологічний) вже врахований ринком та включений до ціни. Тобто все, що впливає на ціну, обов'язково у ній і враховується. За допомогою цінових графіків ринок сам повідомляє про свої наміри, і завдання уважного аналітика полягає у правильному та своєчасному прочитанні цих намірів. При цьому знання фундаментальних причин поведінки ринку навряд чи необхідно для правильного прогнозування. Все, що потрібно для прогнозування, — вивчати графік ціни. А макроекономічні показники, які є предметом фундаментального аналізу, вже давно враховані ринком і є тільки поясненням фактів, що вже відбулися.
Якщо технічний аналіз в основному займається вивченням динаміки ринку, то предметом дослідження фундаментального аналізу є економічні сили попиту та пропозиції, котрі викликають коливання цін, тобто змушують їх іти вверх, вниз або залишатись на одному рівні.
По суті справи і технічний, і фундаментальний аналіз при підході до прогнозування динаміки ринку намагаються вирішити одну і ту ж проблему, а саме: визначити, у якому ж напрямку будуть рухатися ціни. Але до цієї проблеми вони підходять з різних боків. Якщо фундаментальний аналітик пробує розібратись в причинах руху ринку, то технічного аналітика цікавить тільки факт цього руху. Все, що йому потрібно знати — це те, що рух ринку має місце, а чим саме він викликаний — не дуже важливо. Фундаментальний ж аналітик буде пробувати з'ясувати, чому саме це відбулося.
Ринкова ціна випереджає всі відомі фундаментальні дані. Іншими словами, ринкова ціна слугує випереджаючим індикатором фундаментальних даних або міркувань здорового глузду. В той час як ринок вже врахував всі відомі економічні фактори, ціни починають реагувати на якісь зовсім нові, невідомі ще чинники. Більшість значних періодів росту чи падіння цін у історії починались при обставинах, коли практично ніщо, з точки зору фундаментальних показників, не передвіщало жодних змін. Коли ж ці зміни ставали зрозумілими фундаментальним аналітикам, нова тенденція вже розвивалася у повну силу.

### Рух ринку підкоряється тенденціям
Поняття тенденції або тренду — одне з основних у технічному аналізі. Життя ринку складається з періодів зростання та падіння цін, що чергуються, таким чином, що усередині кожного періоду відбувається розвиток пануючої тенденції, котра існує до тих пір, поки не почнеться розвиток ринку у зворотному напрямку. Завдання полягає у тому, щоб виявити ці тенденції на початкових стадіях їх розвитку і торгувати згідно з їх напрямком.

### Історія повторюється
Той факт, що визначені конфігурації на графіках цін мають властивість повторюватись стало і багаторазово, на різних ринках і в різних масштабах часу, є наслідком об'єктивних законів фізики, економіки і психології. Ті правила, що діяли у минулому, діють й зараз, а також будуть діяти у майбутньому. На цьому і ґрунтуються всі методики прогнозування майбутнього.

## Графічні і комп'ютерні методи технічного аналізу
Весь технічний аналіз умовно можна поділити на два напрями, в залежності від методів, що застосовуються:
- класичний технічний аналіз, оснований на вивченні та аналізі саме цінових графіків;
- комп'ютерний технічний аналіз, оснований на використанні методів математичної статистики (математичний аналіз) і спеціальних алгоритмів обробки даних (значень ціни).

## Терміни і методи
Існує безліч різних методів та індикаторів. До найвідоміших показників відносяться:
- Первинна інформація:

Різні типи індикаторів в торговому терміналі

  - Ціна, по якій здійснюються операції;
  - Об'єм торгів і ліквідність цінних паперів або валюти;
  - Попит і пропозиція на ринку, ці значення дає стакан торговельного терміналу.
- Види графічного представлення інформації:
  - Японські свічки (Candles), схожі на них "бари";
  - Кагі;
  - Хрестики-нулики;
  - Ренко.
- Інформація, що запізнюється (або інерційна):
  - Ковзні середні (Moving Average — MA) — лінія, що запізнюється, показує напрям довгострокового тренду;
  - Метод сходження і розбіжності — пошук точок перетинання «швидкою» і «повільною» середніх ліній;
  - Алігатор (фондовий ринок) — пошук точок розбіжності на основі трьох середніх, що запізнюються.
- Швидкість і прискорення ринку (перша і друга похідні від ціни):
  - Моментум (Momentum) — аналіз швидкості і напряму зміни ціни (перша похідна, «зміна в часі»);
  - Стохастичний індикатор (Stochastic Oscillator) — аналіз прискорення зміни ціни (друга похідна або «швидкість росту швидкості»);
  - Індекс відносної сили RSI — порівняння швидкості росту і швидкості падіння ціни у вибраному проміжку часу.
- Інші індикатори:
  - Лінія тренду;
  - Лінії (полоси) Болінджера (Bollinger Bands, BB);
  - Лінії та рівні підтримки (support) і опору (resistance);
  - Відкрита цікавість;
  - Зважений об'єм;
  - Спрямованість ціни і об'єму;
  - Індекс накопичення/розподілу;
  - Сходження/розбіжність ковзних середніх (MACD — Moving Average Convergence/Divergence);
  - Аналіз опціонних рівнів;
  - Індикатор Ішимоку;
  - Метод хвилевої симетрії;
  - Індикатори настрою ринку.